# Ейхенбаум Яків Мойсейович
Я́ків Мойсе́йович Ейхенба́ум (1796—1861) — український математик, перекладач, педагог і поет; дід Бориса і Всеволода Ейхенбаумів.

## Життєпис
Яків Ейхенбаум народився 1796 року в містечку Кристинопіль (Галичина). Вже дитиною він дивував своїми феноменальними здібностями; у віці двох років він вже вільно читав по-єврейськи, в чотири роки він знав П'ятикнижжя. Батько Ейхенбаума, Мойсей Гельбер із Замостя, посватав свого восьмирічного сина і відправив його на виховання до майбутнього тестя, сільського орендаря, який жив поблизу волинського містечка Орохова. Якийсь кабаліст ознайомив Ейхенбаума з першими елементами математики. Прагнення до світських знань викликало незадоволення з боку ортодоксальної сім'ї тестя. Ейхенбаум змушений був розлучитися з дружиною, і для нього почалися роки поневірянь.
Опинившись 1815 року в Замості, де вдруге одружився, Яків Мойсейович Ейхенбаум вперше познайомився з просвітницьким рухом; опанування німецькою мовою дало Ейхенбауму можливість ґрунтовно вивчити математичні науки; 1819 року він переклав «Елементи» Евкліда давньоєврейською мовою (за браком коштів не опубліковано). Протягом ряду років Я. М. Ейхенбаум, обтяжений численною родиною, поневірявся по різних містах, перебиваючись приватними уроками.
В роки свого перебування в Умані Я. Ейхенбаум близько зійшовся з відомим згодом професором Кембриджського університету Германом Гедвіґом Бернардом. Терплячи нужду, Ейхенбаум звернувся 1843 року до Іцхака Бер-Левінзона з проханням, щоб той поклопотався за нього y Макса Лілієнталя прο місце в одній з відкритих казенних шкіл. Наступного року Ейхенбаума призначено наглядачем єврейської школи в Кишиневі, а від 1850 року до самої смерті був інспектором рабинського училища в місті Житомирі.
Дотепний і товариський, Ейхенбаум мав популярність серед своїх вихованців. Несприятливі умови перехідної епохи не дали Ейхенбауму можливості нормально розвинути свої обдарування. Маючи поетичний талант, Ейхенбаум не створив у цій галузі нічого видатного. В його збірці віршів «Kol Simrah» (1836) переважають переклади, і тільки в чудовій поемі «Arba itot ha-Schanah» (Чотири пори року) виявилася сила його поетичного обдаровання. Найбільшим твором Ейхенбаума є поема «Ha-Kerab» (1840), у якій поет, чудовий шахіст, у віршах описує партію шахової гри у вигляді битви (О. А. Рабинович переклав її 1847 року російською мовою). За витонченістю форми та яскравістю образів ця поема стала помітним етапом у розвитку новоєврейської поезії. Іншу його велику поему, «Ha-Kossem», опубліковано в «Ha-Meliz» (1860), а наступного року вона вийшла окремо.
Як математик Ейхенбаум вперше привернув до себе увагу своєю суперечкою (Кегем Chemed, IX) з С. Д. Луццатто з приводу одного темного місця y Авраама ібн Езри. Сенсацію викликало його зіткнення з французьким математиком Луї-Бенжаменом Франкером. Ейхенбаум виявив помилку в обчисленнях останнього, з цього приводу між Ейхенбаумом і французьким ученим зав'язався науковий диспут, з якого Ейхенбаум вийшов переможцем. Ейхенбаум переклав курс Франкера з математики на давньоєврейську мову, але через непорозуміння з друкарем книга не вийшла друком. Також Ейхенбаум опублікував керівництво з арифметики «Chochmat ha-Schiurim» (1857).
Яків Мойсейович Ейхенбаум помер 27 грудня 1861 року в Києві.